# Tyyppälänjärvi
Tyyppälänjärvi är en sjö i Finland. Den ligger i kommunen Jyväskylä i landskapet Mellersta Finland, i den centrala delen av landet, 240 km norr om huvudstaden Helsingfors. Tyyppälänjärvi ligger 130 meter över havet. Den är 7,8 meter djup. Arean är 28,2 hektar och strandlinjen är 3,72 kilometer lång. Sjön  ingår i Kymmene älvs huvudavrinningsområde.   I omgivningarna runt Tyyppälänjärvi växer i huvudsak barrskog.